# Macrosiphum vandenboschi
Macrosiphum vandenboschi är en insektsart som först beskrevs av Hille Ris Lambers 1966.  Macrosiphum vandenboschi ingår i släktet Macrosiphum och familjen långrörsbladlöss. Inga underarter finns listade i Catalogue of Life.